# Mount Tegge
Mount Tegge är ett berg i Antarktis. Det ligger i Västantarktis. Chile gör anspråk på området. Toppen på Mount Tegge är 1 570 meter över havet.
Terrängen runt Mount Tegge är kuperad österut, men västerut är den bergig. Trakten är obefolkad. Det finns inga samhällen i närheten.